# Stefan Feller
Stefan Feller (* 28. Januar 1958 in Grebenau) ist Polizeiberater der Vereinten Nationen. Er wurde von dem ehemaligen Generalsekretär der Vereinten Nationen Ban Ki-moon am 18. April 2013 ernannt.
Feller absolvierte von 1976 bis 1979 ein Studium an der Fachhochschule für öffentliche Verwaltung Nordrhein-Westfalen, dem von 1987 bis 1989 ein Aufbaustudium folgte. Nach seiner Tätigkeit im Polizeidienst wechselte er 1997 als Abteilungsleiter in das Innenministerium von NRW.
Von 2000 bis 2001 wurde er zum ersten Mal für eine Friedensmission der UNO, der United Nations Interim Administration Mission (UNMIK), im Kosovo eingesetzt, in der Funktion als Leiter der Polizeiabteilung im Rat der Europäischen Union. 2008 war er Leiter der European Union Police Mission in Bosnia und Herzegovina (EUPM).
Stefan Feller lebt in New York.